# Alphestes multiguttatus
Alphestes multiguttatus, tên thường gọi trong tiếng Anh là Rivulated mutton hamlet, là một loài cá biển thuộc chi Alphestes trong họ Cá mú. Loài này được mô tả lần đầu tiên vào năm 1867.

## Phân bố và môi trường sống
A. multiguttatus có phạm vi phân bố rộng rãi ở vùng biển Đông Thái Bình Dương. Chúng được tìm thấy từ phía nam bán đảo Baja California và vịnh California, trải dài xuống phía nam đến Peru, bao gồm các đảo và nhóm đảo ngoài khơi: quần đảo Marías, quần đảo Galápagos, quần đảo Revillagigedo, đảo Malpelo và đảo Cocos. A. multiguttatus sinh sống trong các thảm cỏ rong và xung quanh các rạn san hô, đá ngầm; độ sâu được ghi nhận là khoảng 1 – 30 m.

## Mô tả
A. multiguttatus trưởng thành đạt kích thước khoảng 25 – 30 cm. Cơ thể và các vây của nó có màu nâu cát với sự bao phủ chằng chịt của các vệt sọc màu nâu sẫm và những đốm trắng trên khắp đầu, thân và vây. Vây ngực màu vàng nhạt với 5 - 6 sọc màu nâu sẫm.
Số gai ở vây lưng: 11; Số vây tia mềm ở vây lưng: 18 - 20; Số gai ở vây hậu môn: 3; Số vây tia mềm ở vây hậu môn: 9; Số vây tia mềm ở vây ngực: 17 - 19.
A. multiguttatus sống đơn độc. Chúng ít hoạt động vào ban ngày, thường ẩn nấp trong các kẽ đá hoặc nằm trong đám cỏ biển, ngụy trang nhờ vào màu sắc cơ thể, đôi khi bằng cách lấp cát lên thân. Về đêm, chúng bắt đầu đi kiếm ăn, là những loài động vật không xương sống và cá nhỏ.
A. multiguttatus đôi khi bị đánh bắt tình cờ bởi dân chài lưới.